# Pool&Marianela
Pool&Marianela es una pareja artística compuesta por Rita Marianela Perelli y Emiliano ‘’Pool’’ Paoloni 

## Biografía
Marianela Perelli es una artista nacida en (San Nicolás, Buenos Aires, Argentina en 1979, y Emiliano “Pool” Paoloni en (Arroyo Seco, Santa Fe, Argentina. Ambos residen actualmente en la ciudad de Rosario, Santa Fe, Argentina.[cita requerida]

## Educación
Marianela se graduó en diseño de moda en el Instituto de Comunicación Visual de Rosario y es Licenciada en Bellas Artes, especializada en escultura en la Universidad Nacional de Rosario. Pool se graduó en Diseño Gráfico en la Escuela Superior de Diseño Gráfico de Rosario y en forma paralela desarrolló su carrera artística.[cita requerida]

## Trayectoria y carrera artística
Comenzaron su carrera juntos en 2010 y en 2011 forman Pool&Marianela como identidad artística. Su obra pop y conceptual explora temas religiosos y sociales con múltiples técnicas, materialidades y formatos: pintura, escultura, instalación y perfomance.
Se valen de la estética del comic para recrear el arte religioso de los “Grandes Maestros” como Caravaggio y Botticelli.

Transforman figuras religiosas en súper héroes y convierten en arte sacro escenas icónicas del comic de los ´80.
En el año 2014 crean Barbie, the Plastic Religion, una colección de 33 Barbies y Ken (Mattel) que representan a las deidades más importantes de diferentes religiones con la intención de actualizar el canon de belleza de las imágenes religiosas y de llamar la atención sobre la comercialización de la fe.

La exhibición de The Plastic Religion ha sido objeto de controversia y polémica con repercusión internacional. 
En 2016 le regalaron al Papa Francisco una Barbie Virgen de Luján, patrona de la República Argentina. Actualmente se encuentra en posesión la Santa Sede.

 Las esculturas de Barbie forman parte de colecciones de arte en todo el mundo y constituyen una de sus marcas registradas. [cita requerida]
En 2016 la empresa Mattel y el Musée Les Arts Décoratifs de Paris (Museo de Arte Decorativo de Paris) los convocó para exponer en la muestra “Barbie”. 
El  Museo de Arte Decorativo que se encuentra en Paris en el  Palacio del Louvre cuenta con la pieza Barbie Santa Genoveva como parte de su extensa colección con el número 2017.47.1. [cita requerida]

## Exposiciones
2012 Pool & Marianela y los Amos del Universo, Fiebre Galería, Patio del Liceo, Buenos Aires, Argentina
2013 Una Muestra de la Patria Grande, Phos Galería de Arte Contemporáneo de Pilar, Buenos Aires, Argentina
2013 Implica Argentina, Hipódromo Argentino de Palermo, Buenos Aires, Argentina

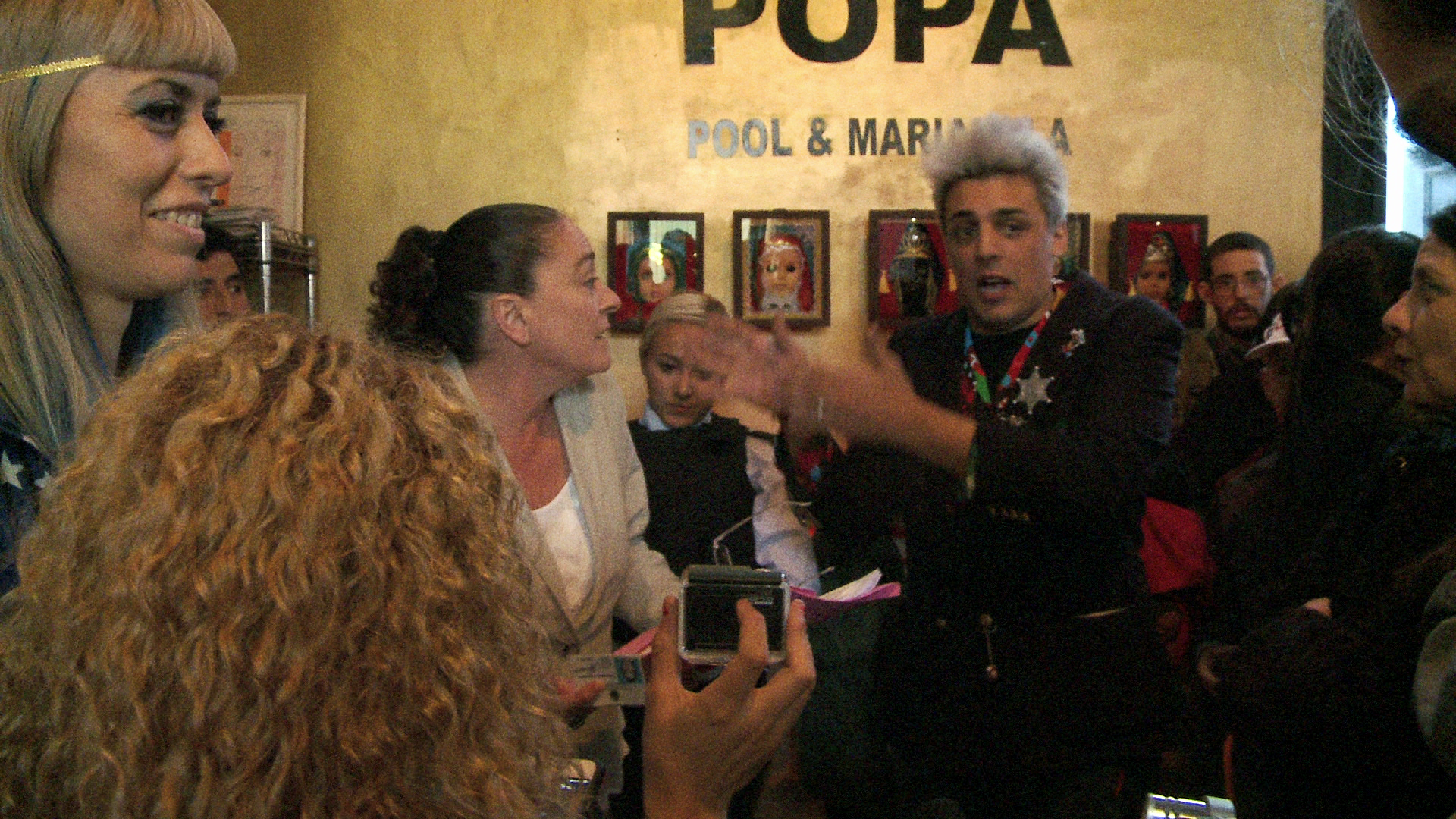
Intervención de parte del Gobierno de San Juan (José Luis Gioja) por el uso de la marca registrada de la Difunta Correa en la muestra de Pool & Marianela en la Galería POPA (Rep. de La Boca, Buenos Aires. Argentina), 2015. Escena del documental, BJ: la vida y locuras de Bosco y Jojo (2022).

2015 Barbie la Religión Plástica, Galería Popa, La Boca, Argentina
2015 Objeto de Deseo, en el Fondo de Arte Ambos Mundos, San Isidro, Argentina
2016 Exposición colectiva "Barbie" en el Museé des Arts decoratifs, París, Francia
2016 Pool & Marianela: Barbie the Plastic Religion, en La Luz de Jesús Gallery, Hollywood, Los Ángeles, CA, EE. UU.
2017 Gabinete de Curiosidades. Galería Ambos Mundos. Feria FACA, Buenos Aires Argentina
2017 Exposición colectiva, Barbie en la cueva de Gwangmyeong, Gyeonggy-do Gwangmyeong, Corea del Sur.
2018 KIDSTIANISMO en La Luz de Jesús Gallery, Hollywood, Los Ángeles, CA, EE. UU. 
2018 Exposición colectiva Shop it! (Cómpralo!) en el Museo de Arte de Haifa (Haifa Museum of Art de Israel)
2018 Pool & Marianela: Barbie the Plastic Religion, La Fiambrera, Galería de Arte, Madrid, España.
2019 Barbie the Plastic Religion, en Gallery 30 South, 30 S Wilson Ave, Pasadena, Los Ángeles CA 91106, EE. UU.
2019 Exposición de María Magdalena en Schloss Voigtsberg, Oelsnitz/Vogtl, Alemania
2021 Exponen Plastic Religion en La Fiambrera Art Gallery.
2021 Pool & Marianela: Whatever Happened to the Lamb of God  en Córdoba y luego con Cien Días Galería en Espacio de Arte contemporáneo Las Delicias, Country las Delicias, Buenos Aires, Argentina.
2022 "Lo Que Le Pasó al Cordero de Dios" con Cien Días Galería en MAPA Art Show, La Rural, Predio Ferial de Buenos Aires God